# Stade Nungesser
Das Stade Nungesser war ein Fußballstadion im Viertel Nungesser der französischen Stadt Valenciennes. Es war die Heimspielstätte des Fußballvereins FC Valenciennes. Das 1930 eröffnete Stade Nungesser an der Avenue de Reims war nach dem Jagdflieger Charles Nungesser benannt. 

## Geschichte
Ein Jahr nach der Eröffnung bekam das Stadion eine Radrennbahn. 1938 betrug die Kapazität 13.000 Plätze. 1953 wurde eine Ehrentribüne gebaut, was die Anzahl der Plätze auf 21.500 erhöhte. Der Zuschauerrekord stammt vom 13. März 1955 aus dem Spiel FC Valenciennes gegen CS Sedan (3:0), das 21.268 Zuschauer verfolgten. 
Inzwischen in keinem guten Zustand wurde die Arena 1992 renoviert, da nach einem Beschluss Erstligastadien mindestens 20.000 Plätze haben mussten. Die Radrennbahn wurde entfernt und hinter dem Tor wurde eine überdachte Tribüne gebaut. Kurz nach der Fertigstellung wurde das Dach von einem Sturm zerstört. Als Valenciennes aus der ersten Liga abstieg, wurden die Pläne auf Eis gelegt. 
2006 kehrt der Verein in die oberste Spielklasse zurück und das Stade Nungesser wurde abermals renoviert. Die Kapazität lag danach bei 16.547 Plätzen. 2007 installierte der Verein eine elektronische Anzeigetafel.
Da die Pläne für einen Umbau des Stadions wegen Platzmangel und Streit mit Anwohnern scheiterten, wurde an anderer Stelle ein neues Stadion gebaut. Es sollte ursprünglich Stade Nungesser II heißen, wurde nach einem Beschluss der kommunalen Eigentümer tatsächlich nach der Region, in der es liegt, in Stade du Hainaut benannt. Der Baubeginn war im Mai 2008 und die Eröffnung fand am 26. Juli 2011 statt. Es bietet 25.000 Personen bei Fußballspielen und bis zu 40.000 Menschen bei Konzerten Platz.
Nach der Einweihung der neuen Spielstätte begann am 2. November 2011 der Abriss der alten Heimat des FC Valenciennes, der am 23. Februar 2012 abgeschlossen wurde.